# Карловце
Карловце (мкд. Карловце) је насеље у Северној Македонији, у североисточном делу државе. Карловце припада општини Старо Нагоричане.

## Географија
Карловце је смештено у североисточном делу Северне Македоније, близу државне границе са Србијом (4 km). Од најближег града, Куманова, село је удаљено 25 km североисточно.
Село Карловце се налази у историјској области Средорек, на југозападним падинама планине Козјак, на око 540 m надморске висине.
Месна клима је континентална.

## Становништво
Карловце је према последњем попису из 2002. године имало 11 становника.
Огромна већина становништва у насељу су етнички Македонци (100%).
Претежна вероисповест месног становништва је православље.